# روث دير
روث دير (بالإنجليزية: Ruth Dwyer)‏ هي ممثلة أمريكية، ولدت في 25 يناير 1898 في بروكلين في الولايات المتحدة، وتوفيت في 2 مارس 1978 في لوس أنجلوس في الولايات المتحدة.

## أعمال

### أفلام
- (1925) سبع فرص

## وصلات خارجية
- روث دير على موقع IMDb (الإنجليزية)
- روث دير على موقع أول موفي (الإنجليزية)
- روث دير على موقع قاعدة بيانات الفيلم (الإنجليزية)